# Konfigurační interakce
Konfigurační interakce (CI, z angl. Configuration Interaction) je post-Hartree–Fock lineární variační metoda pro řešení nerelativistické Schrödingerovy rovnice v Born–Oppenheimerově aproximaci pro kvantově chemické multielektronové systémy. Matematicky konfigurace jednoduše popisuje lineární kombinaci Slaterových determinantů použitých jako vlnové funkce. Vzhledem k náročnosti na CPU a potřebě velké paměti pro počítačové výpočty je metoda omezena na relativně malé systémy.
Na rozdíl od Hartreeho–Fockovy metody, používá CI pro získání elektronové korelace variační vlnovou funkci, která je lineární kombinací konfiguračních stavových funkcí (CSF, z angl. configuration state functions) vystavěných ze spinorbitalů (označené indexem SO),
{\displaystyle \Psi =\sum _{I=0}c_{I}\Phi _{I}^{SO}=c_{0}\Phi _{0}^{SO}+c_{1}\Phi _{1}^{SO}+{...}}
kde {\displaystyle \Psi } je obvykle elektronová funkce základního stavu systému. Pokud rozvoj obsahuje všechny možné CSF příslušné symetrie, pak se jedná o úplnou konfigurační interakci (FCI, z angl. Full Configuration Interaction), která přesně řeší elektronovou Schrödingerovu rovnici. První člen ve výše uvedeném rozvoji je obvykle Hartreeho–Fockův determinant. Ostatní CSF mohou být charakterizovány počtem spinorbitalů, které jsou vyměňovány s virtuálními orbitály z Hartreeho-Fockova determinantu. Pokud se liší pouze jeden spinorbital, označuje se tento determinant jako monoexcitace. Pokud dva, jedná se o biexcitaci atd. Pro praktické výpočty je tedy třeba omezit počet excitací. Pokud se omezíme pouze na
jednonásobné a dvojnásobné excitace, získáme metodu CISD (z angl. Configuration Interaction
Singles Doubles), která byla v minulosti hojně využívána.
Zkrácení CI rozvoje je důležité pro ušetření výpočetního času. Ořezání ale vede k tomu, že se metoda stává velikostně nekonzistentní a velikostně neextenzivní. Velikostně-konzistentní znamená, že její přesnost závisí na velikosti systému.
Pople a kol. definovali velikostně-konzistentní závislost jako
{\displaystyle E_{AB}(r\rightarrow \infty )=E_{A}+E_{B},}
tzn. že pokud se vezme energie dvou systémů nekonečně vzdálených od sebe, musí se celková energie rovnat součtu energií jednotlivých systémů.
Dále metoda CI není velikostně extenzivní.
Význam velikostní extenzivity je v tom, že energie roste lineárně s rostoucím počtem částic a zvětšování systému tedy nezvětšuje korelační chybu, ta je konstantní .
CI výpočet vede k sekulární rovnici:
{\displaystyle \mathbb {H} \mathbf {c} =\mathbf {e} \mathbb {S} \mathbf {c} ,},
kde c je vektor koeficientů, e je vlastní číslo matice a prvky hamiltonianů a matice překryvu jsou, respektive,
{\displaystyle \mathbb {H} _{ij}=\left\langle \Phi _{i}^{SO}|\mathbf {H} ^{el}|\Phi _{j}^{SO}\right\rangle },
{\displaystyle \mathbb {S} _{ij}=\left\langle \Phi _{i}^{SO}|\Phi _{j}^{SO}\right\rangle }.
Slaterovy determinanty jsou zhotoveny z množiny ortonormálních spinorbitalů, takže {\displaystyle \left\langle \Phi _{i}^{SO}|\Phi _{j}^{SO}\right\rangle =\delta _{ij}}, a tedy {\displaystyle \mathbb {S} } je matice identity a zjednodušuje výše uvedené maticové rovnice.
Řešení CI metody jsou některé vlastní hodnoty {\displaystyle \mathbf {E} ^{j}} a jejich odpovídající vlastní vektory {\displaystyle \mathbf {c} _{I}^{j}}.
Vlastní hodnoty jsou energie základního elektronového a některých elektronových excitovaných stavů. Tímto způsobem je možné vypočítat energetické rozdíly (excitační energie) metodami CI. Excitační energie ořezané  CI metody jsou obecně příliš vysoké, protože excitované stavy nejsou tak dobře korelované jako základní stav. Pro rovnoměrnou (vyváženou) korelaci základních a excitovaných stavů (získání lepší excitační energie) lze použít více než jeden referenční determinant, ze kterého vycházejí všechny jednou, dvojitě atd. excitované determinanty (multireferenční konfigurační interakce). MRCI (z angl. multireference configuration interaction) rovněž poskytuje lepší korelaci základního stavu, což je důležité, pokud má více než jeden dominantní determinant. To lze snadno pochopit, jelikož do prostoru CI jsou brány i některé vyšší excitované determinanty.Pro téměř degenerované determinanty, které vytvářejí základní stav, je třeba použít metodu multikonfiguračního samokonzistentního pole (MCSCF, z angl. multi-configurational self-consistent field), protože determinant z Hartreeho-Fockovy metody je kvalitativně špatný a stejně tak CI vlnové funkce a energie.